# Erich von Manstein
Erich von Manstein tên đầy đủ là Fritz Erich Georg Eduard von Lewinski (24 tháng 11 năm 1887 – 10 tháng 7 năm 1973) là một chỉ huy cấp cao của quân đội Đức thời Đệ tam Đế chế. Ông được thăng đến cấp hàm Thống chế trong Chiến tranh thế giới thứ hai. Theo nhận định của B. H. Liddell Hart – một chiến lược gia quân sự có tên tuổi người Anh, Manstein là vị tướng giỏi nhất của Đức Quốc xã.
Sinh trưởng trong một gia đình quý tộc Phổ có truyền thống quân sự lâu đời, Manstein nhập ngũ từ sớm và tham chiến nhiều mặt trận trong Chiến tranh thế giới thứ nhất (1914–1918). Thế chiến 1 kết thúc, ông tích cực tham gia khôi phục các lực lượng vũ trang Đức và thăng cấp từ Đại úy lên Trung tướng. Khi Chiến tranh thế giới thứ hai bùng nổ tháng 9 năm 1939, ông làm Tham mưu trưởng Cụm Tập đoàn quân Nam, cùng Tư lệnh Gerd von Rundstedt đem quân vào chiếm Ba Lan. Ông còn là tác giả chính của kế hoạch chinh phục Pháp và Tây Âu năm 1940. Phán đoán rằng quân Đồng Minh sẽ phản ứng mạnh nếu Đức chọn Hà Lan làm hướng tấn công chính, Manstein đề xuất cho mũi chủ công xuyên qua Ardennes – nơi Đồng Minh coi là "bất khả xâm phạm" – rồi thọc sâu về eo biển Anh, cô lập quân chủ lực của Anh-Pháp tại Bỉ và Flanders. Được lên chức Thượng tướng Bộ binh sau chiến thắng Tây Âu, ông tham gia tiến công xâm lược Liên Xô vào tháng 6 năm 1941 và vây hãm Sevastopol suốt 8 tháng. Sevastopol thất thủ, Manstein được trao gậy Thống chế ngày 1 tháng 7 năm 1942. Sau đó ông tham gia cuộc vây hãm Leningrad.
Vận mệnh nước Đức trở nên xấu đi từ cuối năm 1942, đặc biệt là trong trận thảm bại tại Stalingrad. Tháng 12 năm đó, Manstein dẫn một đạo quân đi cứu viện cho mặt trận Stalingrad nhưng không thành công. Khi quân đội Liên Xô thừa thắng phản kích, Manstein giáng một đòn "hồi mã thương" vào Kharkov, đánh tơi tả 52 sư đoàn Liên Xô và lấy lại một vùng đất rộng lớn vào tháng 2 – tháng 3 năm 1943. Tiếp sau đó, ông chỉ huy cánh quân phía nam đánh trận Vòng cung Kursk (tháng 7–tháng 8 năm 1943), một trong những trận chiến xe tăng lớn nhất trong lịch sử thế giới. Những bất đồng giữa ông với Adolf Hitler đã dễn đến việc Manstein bị sa thải vào tháng 3 năm 1944. Vài tháng sau khi chiến tranh kết thúc, ông bị người Anh bắt làm tù binh vào tháng 8 năm 1945. Năm 1949, ông bị tuyên án 18 năm tù vì các tội ác nhằm vào tù binh và dân thường ở Đông Âu, nhưng được thả tự do chỉ sau 4 năm ngồi tù, một phần là vì lý do sức khỏe. Trong thập niên 1950, Manstein trở thành cố vấn cao cấp cho Cộng hòa Liên bang Đức và góp phần kiến thiết lực lượng vũ trang của nhà nước này.

## Đầu đời
Tên khai sinh của Manstein là Fritz Erich Georg Eduard von Lewinski. Ông sinh ra tại Berlin trong một gia đình quý tộc Phổ, là con trai thứ 10 của Thượng tướng Pháo binh Eduard von Lewinski (1829-1906), và bà Helene von Sperling (1847-1910). Bà Hedwig von Sperling (1852-1925), em gái của bà Helen, cưới Trung tướng Georg von Manstein (1844-1913). Cặp vợ chồng Manstein không thể có con cho nên họ đã quyết định nhận Erich làm con nuôi, do đó mà ông mới mang họ là Manstein (von trong tiếng Đức dùng để chỉ những gia đình quý tộc, giống như van trong tiếng Hà Lan hay de trong tiếng Pháp). Trước đó, ông bà Manstein đã nhận nuôi chị họ của Erich là Martha, con gái người anh quá cố của Sperling và Helen. Khi Erich ra đời, gia đình Lewinski đã viết một bức điện tín cho gia đình Manstein với nội dung: "Hôm nay, chúng ta đã có được một đứa con trai khỏe mạnh. Mẹ con đều khỏe. Chúc mừng." (von Manstein, E.: Soldat im 20. Jahrhundert, 5th Ed., 2002, p. 10).
Các gia tộc Manstein và Lewinski đều mang truyền thống nhà binh từ thời Trung kỳ Trung đại. Thông qua hai họ, Erich có 16 tổ phụ là sĩ quan, tướng lĩnh trong quân đội Đức và Nga. Trong số đó, cha ruột, cha nuôi, ông ruột và ông nuôi của ông đều làm tướng Phổ. Ông nuôi Erich, Thượng tướng Bộ binh Albrecht Gustav von Manstein là Tư lệnh Quân đoàn IX – Binh đoàn Schleswig-Holstein trong Chiến tranh Pháp-Đức (1870-1871). Không những thế, dòng họ bên ngoại của ông cũng có truyền thống quân sự lâu đời, ông ngoại và cậu của Manstein đều là tướng Phổ. Dì ông, bà Gertrud đã thành hôn với Paul von Hindenburg, Thống chế Tổng tham mưu trưởng quân đội Đức trong Chiến tranh thế giới thứ nhất và là Tổng thống cuối cùng của Cộng hòa Weimar. Vì vậy, cuộc đời binh nghiệp của ông đã được đảm bảo ngay từ lúc nhỏ. Bên cạnh đó, theo nhà sử học Pháp Benoit Lemay, một số tác giả nghi vấn rằng Manstein có tổ tiên là người Do Thái và họ Lewinski của ông có thể là một biến thể của Levi, tên một trong 12 chi tộc Israel.
Thiếu thời, Manstein học tại trường trung học Công giáo Lyzeum ở Strasbourg - nơi đã trở thành lãnh thổ của Đức sau khi Pháp bại trận năm 1870-71 - từ năm 1894 đến năm 1899. Sau đó, ông trải qua 6 năm tại các trường thiếu sinh quân từ năm 1900-1906 ở Plön và Groß-Lichterfelde. Manstein gia nhập vào Trung đoàn Bộ binh Cận vệ số 3 vào tháng 3 năm 1906 với quân hàm Chuẩn úy. Ông được thăng cấp lên Thiếu úy vào tháng 1 năm 1907. Vào tháng 10 năm 1913 ông đi tu nghiệp tại Học viện Quân sự ở Berlin.

## Sự nghiệp buổi đầu

### Chiến tranh thế giới thứ nhất
Trong Chiến tranh thế giới thứ nhất, Manstein tham chiến trên cả hai chiến trường Tây Âu và Đông Âu. Khi đại chiến bùng nổ, ông được thăng hàm Trung úy và tham gia tấn công Bỉ trong đội hình Trung đoàn Bộ binh Cận vệ Dự bị số 2 - Sư đoàn Bộ binh Cận vệ số 1. Tháng 8 năm 1914, ông cùng đồng đội đánh chiếm hệ thống pháo đài kiên cố của Bỉ tại Namur. Sang tháng 9, trung đoàn của Manstein được điều sang Đông Phổ và đứng chân trong Tập đoàn quân số 8 do tướng Hindenburg chỉ huy. Tại đây, ông tham gia tiêu diệt Tập đoàn quân số 2 (Nga) ở trận Tannenberg và đánh sụm Tập đoàn quân số 1 (Nga) ở trận hồ Masuren lần thứ nhất. Không bao lâu sau, trung đoàn ông được chuyển vào biên chế Tập đoàn quân số 9 của tướng August von Mackensen, và cùng các đơn vị bạn đánh thốc từ Thượng Schlesien tới Warszawa. Quân Đức áp sát được Warszawa, nhưng bị dàn mỏng và quân Nga phản công đánh bật họ về điểm xuất phát. Trên đường rút lui, Manstein bị thương ngày 16 tháng 11 khi ông tham gia một biệt đội tiêu diệt một chốt lính Nga. Ông trúng đạn vào bả vai trái và đùi trái, phải nằm viện suốt 6 tháng tại Beuthen và Wiesbaden mới hồi phục được.
Sau một thời gian nghỉ phép, Manstein được phân công làm Phó trưởng Phòng tác chiến Tập đoàn quân số 10 do tướng Max von Gallwitz làm tư lệnh. Thắng lợi của Tập đoàn quân số 10 trong các chiến dịch đánh Ba Lan, Litva, Montenegro, và Albania đã đem lại cho Manstein nhiều bài học kinh nghiệm có giá trị về việc tổ chức và phối hợp những cuộc tấn công cấp tập đoàn quân. Tháng 4 năm 1916, Manstein trở lại Mặt trận Tây Âu, phục vụ Bộ Tư lệnh "Tây Meuse" của Gallwitz trong Chiến dịch Verdun. Đến ngày 19 tháng 8, ông được cử làm Trưởng phòng Hậu cần Tập đoàn quân số 1 (tư lệnh: tướng Fritz von Below; tham mưu trưởng: đại tá Fritz von Lossberg) và tham gia đánh chặn Chiến dịch Somme (tháng 7 – tháng 11 năm 1916) của quân đồng minh Anh-Pháp. Chiến dịch này đã tiêu hao một bộ phận lớn quân Đức và buộc họ phải triệt thoái vào Cụm phòng tuyến Hindenburg giữa Verdun và Lens trong mùa đông. Manstein hoạt động ở Tập đoàn quân số 1 đến tháng 10 năm 1917, khi ông được đổi làm tham mưu trưởng Sư đoàn Kỵ binh số 4 đóng quân tại Riga (Nga). Sau khi cuộc chiến Đức-Nga chấm dứt bằng Hòa ước Brest-Litovsk tháng 3 năm 1918, Manstein được thuyên chuyển sang Sư đoàn Bộ binh số 213 gần Reims (Pháp). Trong Chiến dịch Mùa xuân 1918, Sư 213 cùng các đơn vị bạn giành một số thắng lợi lớn trên mạn tây Reims, nhưng thất bại chung cuộc của chiến dịch đã xoay chuyển hoàn toàn cục diện theo hướng có lợi cho Anh-Pháp. 2 ngày sau khi Đế quốc Đức sụp đổ, chính quyền mới ký hiệp định đầu hàng Đồng Minh ở Compiègne ngày 11 tháng 11 năm 1918.

### Những năm sau chiến tranh

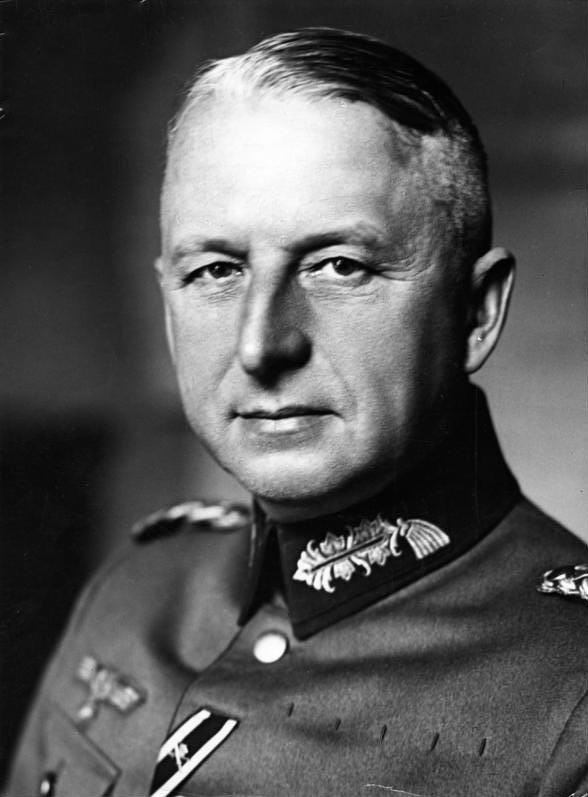
Thống chế Erich von Manstein

Năm 1920, Manstein thành hôn với Jutta Sibylle von Loesch, con gái của một địa chủ vùng Schlesien. Ông cầu hôn với Jutta chỉ 3 ngày sau lần đầu tiên ông gặp bà. Mối quan hệ vợ chồng này tồn tại cho đến khi vợ ông mất năm 1966. Họ có ba người con: một người con gái tên Gisela; và hai người con trai: Gero (sinh 31 tháng 12 năm 1922) và Rüdiger. Gero sau này gia nhập lục quân Đức Quốc xã, được thăng tới cấp Trung úy và tử trận tại khu vực phía bắc của chiến trường Xô-Đức vào ngày 29 tháng 10 năm 1942. Gisela lập gia đình với Thiếu tá Edel-Heinrich Zachariae-Lingenthal – Trung đoàn trưởng Trung đoàn Thiết giáp số 15 trong Chiến tranh thế giới thứ hai, sau là Chuẩn tướng Quân đội Cộng hòa Liên bang Đức.
Manstein tiếp tục theo đuổi binh nghiệp sau Chiến tranh thế giới thứ nhất. Tháng 2 năm 1919, ông tình nguyện tham gia bộ tham mưu Lực lượng Biên phòng Breslau (nay là Wroclaw - Ba Lan) và hoạt động tại đây đến mùa hè. Theo Hòa ước Versailles ngày 28 tháng 6 năm 1919, các nước thắng trận ép Đức phải cắt giảm quân số lực lượng vũ trang xuống còn 4.000 sĩ quan và 96.000 hạ sĩ quan, binh lính. Manstein từ lâu đã được biết đến như một cán bộ tài trí, và được chọn tiếp tục phục vụ quân đội Cộng hòa Weimar. Sau khi được bổ nhiệm vào Bộ Tư lệnh II cai quản các sư đoàn trên mạn tây và nam Đức trong tháng 8 năm 1919, ông đã góp phần tái cấu trúc quân đội 50 vạn người của Đế quốc Đức cũ thành Lực lượng Phòng vệ Quốc gia với 10 vạn cán-binh. Ông được phong chức Đại đội trưởng Đại đội 6 Trung đoàn Bộ binh số 5 Phổ ngày 1 tháng 10 năm 1921 và trở lại làm cán bộ tham mưu vào tháng 10 năm 1923. Trong vòng 4 năm tới, ông giảng dạy lịch sử và chiến thuật quân sự ở các Quân khu II và IV. Năm 1927, ông được thăng cấp lên thiếu tá và được tiến cử vào Bộ Tổng tham mưu tại Berlin. Ông đã viếng thăm nhiều nước để học hỏi về trang thiết bị quân đội của họ và tham gia soạn thảo các kế hoạch động viên quân đội Đức. Tiếp theo đó, ông được gắn lon thượng tá ngày 1 tháng 4 năm 1932 và nhận chức tiểu đoàn trưởng một tiểu đoàn biệt kích thuộc Trung đoàn Bộ binh số 4 tại Kolberg ngày 1 tháng 10. Ngày 1 tháng 12 năm 1933, ông lên cấp hàm Đại tá. Cùng năm đó, thủ lĩnh Đảng Quốc xã Adolf Hitler lật đổ nền cộng hòa và thành lập chế độ độc tài chuyên chính. Một trong những mục tiêu chính trị hàng đầu của chính phủ mới lá xé bỏ bản Hòa ước Versailles và cho mở rộng, tái vũ trang quân đội với quy mô lớn.
Ngày 1 tháng 2 năm 1934, Manstein được triệu hồi về Berlin làm Tham mưu trưởng Quân khu III. Không lâu sau, ông lãnh chức Trưởng ban Tác chiến Bộ Tổng tham mưu, cơ quan trực thuộc Bộ Tư lệnh Tối cao Lục quân (Oberkommando des Heeres - viết tắt OKH) ngày 1 tháng 7 năm 1937. Trong suốt nhiệm kỳ tại đây, Manstein cùng các đồng sự đã lập một kế hoạch phòng ngự mang mật danh Fall Rott (Kế hoạch Đỏ) đặng đề phòng sự xâm lược của Pháp. Ông cũng đề xuất phát triển dòng pháo tự hành chống tăng Sturmgeschütz nhằm tăng cường tính cơ động của pháo binh và yểm trợ hỏa lực trực tiếp cho bộ đội bộ binh. Chiến tranh thế giới thứ hai sẽ là lúc các loại pháo thuộc họ StuG được chứng minh là một trong những loại vũ khí thành công và hiệu quả nhất của quân đội Đức. Ngoài ra, Manstein ra sức che chở cho những người lính gốc Do Thái, những người bị loại khỏi quân đội do những điều luật mới về việc làm thanh khiết giống nòi Aryan của chế độ Quốc xã. Trong bức thư gửi Trung tướng Tổng tham mưu trưởng Ludwig Beck ngày 21 tháng 4 năm 1934, ông bày tỏ: "Nếu Nhà nước luôn chuẩn bị đòi hỏi người chiến sĩ phải hy sinh đời mình ở mọi giờ và qua hàng năm, thì thật không có lý do nào để phán rằng: 'Anh không còn là người Đức'. Một người đã vui lòng đầu quân, và qua đó sẵn sàng xả thân vì nhân dân Đức vào bất kỳ lúc nào, xứng đáng được trở thành người Đức thông qua thiện ý của anh. Anh đã khẳng định mình là một người Aryan, bất luận bà nội anh có phải người Aryan hay không". Từ đây, ông nhấn mạnh: "vinh dự của những chiến sĩ trẻ thời hậu chiến ấy cũng là vinh dự của toàn thể chúng ta". Bên cạnh đó, Manstein không quên cam đoan rằng ông luôn trung thành với nhà nước Đức Quốc xã.
Manstein lên cấp hàm Thiếu tướng ngày 1 tháng 10 năm 1936 và được phân công làm Phó Tổng tham mưu trưởng quân đội Đức 5 ngày sau đó. Ông tại nhiệm đến ngày 4 tháng 2 năm 1938 thì được thuyên chuyển làm Sư đoàn trưởng Sư đoàn Bộ binh số 18 tại Liegnitz (Schlesien) với cấp bậc Trung tướng. Thượng tướng Pháo binh Franz Halder lên thay ông làm Phó Tổng tham mưu trưởng. Thay đổi này mang nghĩa là Halder - chứ không phải Manstein - được kế nhiệm Thượng tướng Pháo binh Ludwig Beck làm Thủ trưởng Bộ Tổng tham mưu vào tháng 8, sau khi Beck từ chức để phản đối ý đồ xâm lược Tiệp Khắc trong tháng 10 của Hitler. Điều đó đã đẩy đến sự thù hằn lâu dài giữa Manstein với Halder. Ngày 20 tháng 4 năm 1939, trong một bài diễn văn kỷ niệm sinh nhật lần thứ 50 của Hitler, Manstein ca ngợi Hitler là một lãnh tụ do Thiên Chúa phái xuống cứu nước Đức. Ông cũng cảnh báo "thế giới thù địch" sẽ hứng chịu một cuộc thế chiến mới nếu họ giở trò ngăn cản "con đường đi đến tương lai của dân tộc Đức".

## Chiến tranh thế giới thứ hai

### Cuộc tấn công Ba Lan
Ngày 18 tháng 8 năm 1939, khi quân đội đang chuẩn bị Chiến dịch chinh phục Ba Lan, Manstein được chỉ định làm Tham mưu trưởng Cụm Tập đoàn quân Nam do Đại tướng Gerd von Rundstedt chỉ huy. Tại đây, ông cùng với Đại tá Trưởng phòng Tác chiến Günther Blumentritt đã thảo ra bản kế hoạch tác chiến mang tên Fall Weiss - tức Kế hoạch Trắng. Rundstedt chấp nhận kế hoạch của Manstein và ra lệnh tập trung một lượng lớn các đơn vị thiết giáp vào Tập đoàn quân số 10 của Thượng tướng Pháo binh Walther von Reichenau với mục tiêu chọc thủng được khu vực tập trung các lực lượng Ba Lan tại phía tây cỷa sông Vistula. Theo kế hoạch của Manstein, hai tập đoàn quân khác trong Cụm tập đoàn quân Nam (gồm Tập đoàn quân số 14 của Đại tướng Wilhelm List và Tập đoàn quân số 8 của Thượng tướng Bộ binh Johannes Blaskowitz) sẽ hỗ trợ cho hai bên mạn sườn của lực lượng thiết giáp do Reichenau chỉ huy tấn công trực diện vào Warszawa (thủ đô của Ba Lan). Bên cạnh đó, Manstein tỏ ra thờ ơ với chiến dịch sắp tới, vì theo ông Ba Lan nên tồn tại như một vùng đất đệm giữa Đức và Liên bang Xô Viết; ông cũng lo lắng về khả năng quân Đồng Minh tấn công phòng tuyến Trường thành phía Tây (West Wall) một khi chiến địch được bắt đầu, và khi đó, nước Đức sẽ phải đối đầu với cuộc chiến từ cả hai mặt trận.
Trong một hội thảo với Manstein và nhiều tướng lĩnh khác vào ngày 22 tháng 8 năm 1939, Hitler tuyên bố quốc gia Ba Lan phải bị hủy diệt bằng vũ lực. Sau chiến tranh, Manstein khẳng định trong hồi ký mình rằng, vào thời điểm diễn ra cuộc hội đàm này, ông không biết Hitler đang theo đuổi chính sách diệt chủng dân Ba Lan. Tuy nhiên, có một sự thật là sau khi chiến tranh bùng nổ, Manstein đã được nghe báo cáo về hoạt động tội ác của các Tổ Công tác thuộc Lực lượng Vũ trang SS ở Ba Lan. Lính SS theo chân quân chính quy vào Ba Lan để tàn sát trí thức và thường dân nước này. Họ cũng được Hitler giao nhiệm vụ lùng bắt người Do Thái đem về các khu biệt cư (ghetto) và trại tập trung Đức Quốc xã. 3 trong 11 cáo buộc tội ác chiến tranh nhằm vào Manstein sau năm 1945 liên quan tới việc không bảo toàn tính mạng cư dân trên địa bàn tác chiến của ông và ngược đãi tù binh Ba Lan.
Chiến dịch Ba Lan mở màn vào ngày 1 tháng 9 năm 1939 và nhanh chóng thu được thắng lợi. Trên địa bàn tác chiến của Cụm Tập đoàn quân Nam, các Tập đoàn quân số 8, 10 và 14 đã truy đuổi cuộc rút lui của các đơn vị Ba Lan, không cho họ có thời gian thiết lập tuyến phòng thủ mới. Thực thi Kế hoạch Trắng, Tập đoàn quân số 8 tiến đánh Łódź trong khi các sư đoàn mô tô hóa của Tập đoàn quân số 10 hành quân cấp tốc theo hướng sông Wisla. Đồng thời, Tập đoàn quân số 14 hình thành thế vây bọc các khối quân Ba Lan trong khu vực Kraków. Từ ngày 8 đến 14 tháng 9, Tập đoàn quân số 10 hợp vây và đánh tan quân Ba Lan ở Radom. Trong khi đó, Tập đoàn quân số 8 bị 2 tập đoàn quân Ba Lan phản kích vào sườn phía bắc, nên các thành phần thuộc 3 Tập đoàn quân số 4, 8 và 10 phải đổi hướng tiến quân dưới sự yểm trợ của không quân, nhằm ngăn quân Ba Lan phá vây về Warszawa. Sự linh hoạt và nhanh nhẹn của quân Đức đã dẫn đến thảm bại của 9 sư đoàn bộ binh Ba Lan và một số đơn vị yểm trợ trong trận Bzura (8 – 19 tháng 9), trận đánh lớn nhất trên đất Ba Lan năm 1939. Chỉ sau 5 tuần chiến đấu, chiến dịch chấm dứt ngày 6 tháng 10 khi các ổ đề kháng cuối cùng của Ba Lan đầu hàng quân Đức.
Ngày 24 tháng 10 năm 1939, khi nước Đức đang khẩn trương chuẩn bị đánh Pháp và Tây Âu, Rundstedt và điều sang Tây Đức làm Thủ trưởng Cụm Tập đoàn quân A. Manstein tiếp tục giữ chức Tham mưu trưởng cho Rundstedt.

### Chiến dịch Pháp

Tiến triển của Fall Gelb từ 9/1939 đến 2/1940.

Ngày 19 tháng 10 năm 1939, Halder cùng Đại tướng Tổng tư lệnh Walther von Brauchitsch trình bày phương án tác chiến đầu tiên của Fall Gelb (Kế hoạch Vàng), mật danh của kế hoạch tấn công Bắc Pháp và Vùng đất thấp, và cho đến đầu năm 1940 đã đưa ra thêm một số phiên bản khác. Ý đồ chung của các phương án này là tổ chức tấn công vỗ mặt trên chính diện rộng từ Hà Lan đến Bỉ, nhắm vào mục tiêu hạn chế là chiếm lấy bờ biển Flanders. Phương án này bị một số tướng lĩnh Đức phản đối, và một trong số những người đó là Manstein. Theo ông, kế hoạch quá lệ thuộc vào sức mạnh của cánh quân phía bắc, một cuộc tấn công theo hướng này sẽ không thể tạo yếu tố bất ngờ và biến quân Đức thành mồi ngon cho các đòn phản kích từ phía nam. Thêm vào đó, do địa hình nước Bỉ không phải là bàn đạp lý tưởng để đánh thọc vào Pháp, Manstein tin rằng cách đánh của Brauchitsch sẽ không thể triệt tiêu quân chủ lực địch, và chỉ giúp cho quân Đức đạt được thành công nửa vời trước khi sa lầy vào chiến tranh chiến hào như kiểu Chiến tranh thế giới thứ nhất. Được sự cổ vũ của Rundstedt, Manstein quyết định soạn một kế hoạch thay thế phản ánh được những nguyên tắc của Bewegungskrieg ("chiến tranh cơ động") cũng như chiến lược Trận đánh hủy diệt (Vernichtungsgedanke) – vốn đã trở thành kim chỉ nam kinh điển của quân sự Đức từ thế kỷ 19 – vào cuối tháng 10.
Được xây dựng với sự cộng tác của Thượng tướng Thiết giáp Heinz Guderian – người "cha đẻ" của Binh chủng Tăng-Thiết giáp Đức, phương án của Manstein mang ý tưởng chính là biến mũi tấn công phía Bắc thành mồi nhử dụ chủ lực Đồng Minh tiến lên nghênh chiến, trong lúc đó mũi chủ công sẽ được mở ở chính diện trung tâm. Điểm đột phá được chọn là đoạn Dinant - Sedan – nơi có khả năng tạo bất ngờ chiến lược vì có 2 cản ngại tự nhiên cho hoạt động của xe tăng là rừng rậm Ardennes và sông Meuse. Tiếp theo đó, mũi chủ công gồm toàn bộ lực lượng thiết giáp sẽ độc lập tác chiến về eo biển Anh để cô lập chủ lực Đồng Minh ở Bỉ. Giai đoạn 2 này về sau được biết đến với tên gọi Sichelschnitt, tức "Đòn cắt lưỡi liềm". Ngoài ra, von Manstein cũng đề xuất giao một cánh quân tiến theo hướng Tây Nam chiếm Reims - Rethel nhằm ngăn cản đối phương lập tuyến phòng ngự liên tục từ Nam Sedan đến cửa sông Somme, tạo tiền đề cho giai đoạn 2 diễn tiến thuận lợi. Von Manstein viết bản đề xuất đại cương đầu tiên về kế hoạch của mình vào ngày 31 tháng 10. Thông qua Thủ trưởng Rundstedt, ông đệ trình kế hoạch này lên Bộ Tư lệnh Tối cao. Sáu bản đề xuất nữa sau đó, lần lượt vào các ngày 6, 21, 30 tháng 11; ngày 6, 18 tháng 12 năm 1939; và 12 tháng 1 năm 1940, từ từ được xây dựng hoàn thiện hơn về tổng thể. Thế nhưng tất cả đều bị Bộ Tư lệnh Tối cao bác bỏ và không nội dung nào trong đó đến được với Hitler.
Ngày 27 tháng 1, nhằm bóp chết ảnh hưởng của Manstein, Halder đã gây tác động khiến ông bị thuyên chuyển từ Bộ Tư lệnh Cụm Tập đoàn Quân A sang làm chỉ huy Quân đoàn XXXVIII ở Phổ, bắt đầu nhiệm vụ mới ở Stettin ngày 9 tháng 2. Phẫn nộ trước thay đổi này, Bộ Tham mưu Cụm Tập đoàn quân A đã phản ánh và gây được sự chú ý của Hitler, ông ta bắt đầu biết được thông tin về kế hoạch Manstein vào ngày 2 tháng 2 năm 1940. Trước khi biết về bản kế hoạch này, Hitler cũng từng đề xuất một đòn đột kích vào Sedan, nhưng sau đó đã từ bỏ vì bị thuyết phục là nó quá mạo hiểm. Ngày 17 tháng 2, tại Berlin, Hitler triệu tập Manstein cùng một số cán bộ tham mưu đến thảo luận. Quốc trưởng ngồi yên và lắng nghe, khác với thói quen của ông ta là hay ngắt lời và chuyển sang độc thoại. Hitler đã rất có ấn tượng, và cuối cùng hoàn toàn chấp thuận chiến lược của Manstein. Ngày hôm sau, ông ta đã ra lệnh sửa đổi kế hoạch cho phù hợp với ý định của Manstein. Dựa trên ý tưởng đó, Halder đã vạch ra Phương án tác chiến N°4 - Kế hoạch Vàng (Aufmarschanweisung N°4 - Fall Gelb) sau khi cắt bỏ một số điểm quan trọng. Tuy nhiên, nhờ có sự linh hoạt của các chỉ huy thiết giáp như Guderian, Rommel... trong thực tế tác chiến mà ý đồ của Manstein đã được triển khai trọn vẹn, dẫn đến sự thất thủ mau chóng của nước Pháp năm 1940.
Manstein và quân đoàn của mình chỉ giữ một vai trò nhỏ trong suốt các chiến dịch tại Pháp, đứng chân trong Tập đoàn quân số 4 do Đại tướng Günther von Kluge chỉ huy. Tuy nhiên, quân đoàn của ông đã góp sức cho việc giành được trận thắng trong trận chọc thủng phòng tuyến đầu tiên của quân đối phương ở phía đông Amiens, và là đơn vị đầu tiên vượt qua sông Seine. Chiến dịch Pháp kết thúc với thắng lợi giòn dã của quân đội Đức; Manstein được thăng hàm Thượng tướng Bộ binh và phong tặng Huân chương Thập tự Hiệp sĩ.

### Tấn công Liên Xô

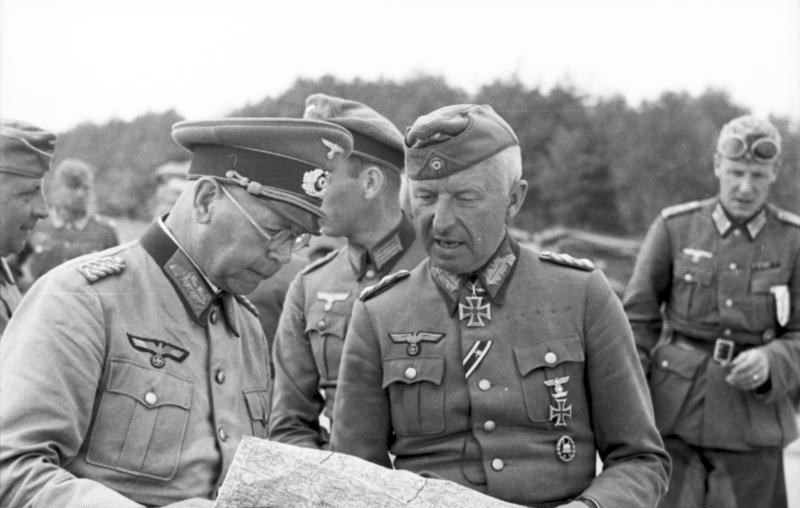
Manstein cùng Thiếu tướng Erich Brandenberger, một trong các sư đoàn trưởng dưới quyền ông, vào tháng 6 năm 1941

Đầu năm 1941, Bộ Tư lệnh Tối cao Đức ráo riết chuẩn bị chiến dịch tiến công Liên bang Xô viết. Manstein được phân công làm Tư lệnh Quân đoàn Thiết giáp LVI ngày 15 tháng 3, và là một trong 250 cán bộ cấp cao được nghe chỉ thị bí mật của Hitler về chiến dịch sắp tới vào cuối tháng đó. Ông lần đầu tiên tận mắt chứng kiến các kế hoạch chi tiết vào tháng 5. Quân đoàn ông nằm trong đội hình Cụm Thiết giáp số 4 (Tư lệnh: Đại tướng Erich Hoepner) – Cụm Tập đoàn quân Bắc (Tư lệnh: Thống chế Wilhelm Ritter von Leeb). Nhiệm vụ của cụm tập đoàn quân này là thôn tính các nước Baltic thuộc Liên Xô rồi tiến chiếm Leningrad. Manstein lên biên giới Xô-Đức chỉ 6 ngày trước lúc khởi binh. Cuộc hành quân Barbarossa mở màn ngày 22 tháng 6 năm 1941 khi đại quân Đức ào ạt kéo vào lãnh thổ Liên Xô. Cùng với Quân đoàn Thiết giáp XLI do Thượng tướng Thiết giáp Georg-Hans Reinhardt chỉ huy, Quân đoàn Thiết giáp LVI tiến thần tốc về sông Dvina hòng chiếm giữ các ngọn cầu gần thị trấn Daugavpils. Chỉ trong vòng 100 giờ đồng hồ, quân đoàn Manstein đã thọc sâu 315 km vào phòng tuyến Liên Xô và tiếp cận sông Dvina. Tiếp theo đó, dù bị dàn mỏng và tách rời khỏi các đơn vị bạn trong Cụm Tập đoàn quân Bắc ở sau lưng, lực lượng của ông đã đập tan nhiều đợt phản kích dữ dội của Hồng quân Liên Xô. Không quân Liên Xô cũng ra sức bắn phá đội hình quân đoàn nhưng bị thiệt hại lớn do hỏa lực pháo phòng không Đức. Sau khi Quân đoàn Thiết giáp XLI áp sát sông Dvina, 2 quân đoàn Đức hình thành thế gọng kìm hợp vây các đơn vị Hồng quân quanh Luga.

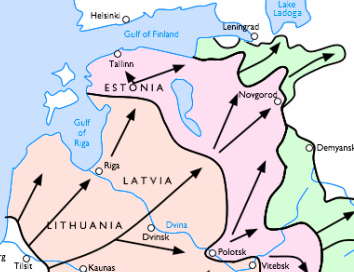
Bản đồ tiến quân của Cụm Tập đoàn quân Bắc, tháng 6 - tháng 12 năm 1941

Dưới sự dẫn dắt của Manstein, Quân đoàn Thiếp giáp LVI tiếp tục khoét sâu vào trận địa đối phương cho đến ngày 15 tháng 7, khi họ dính đòn phản công của Tập đoàn quân số 11 (Nga) do Thiếu tướng V. I. Morozov chỉ huy ở Soltsy. Hồng quân triển khai bao vây và đánh thiệt hại nặng các Sư đoàn Thiết giáp số 8 và Bộ binh Mô tô số 3 (Đức). Quân Đức mở được đường máu rút sang phía tây sau khi đẩy lùi chí ít "7 đợt tấn công liên tiếp" của Hồng quân. Dù cuối cùng cũng bị hủy bỏ ngày 18 tháng 7, trận phản kích Soltsy đã buộc Manstein tạm ngưng đánh Luga và chỉnh đốn binh lực tại Dno. Trong vài tuần kế tiếp, quân của ông đánh nhiều trận đẫm máu với các đơn vị Hồng quân chốt giữ con đường chính đi Luga và Leningrad. Bộ Tư lệnh Tối cao Đức rút Sư Thiết giáp số 8 khỏi biên chế Quân đoàn Thiết giáp LVI và "bù" cho Manstein Sư đoàn Hiến binh SS số 4. Thay đổi này khiến quân đoàn Manstein chỉ còn một đơn vị cơ động duy nhất là Sư Bộ binh Mô tô số 3. Bất bình với điều đó, Manstein yêu cầu các cấp trên hoàn trả Sư đoàn Thiết giáp số 8 cho ông hợp vây Luga, nhưng bị từ chối. Thủ trưởng Cụm Thiết giáp số 4 Hoepner hạ lệnh cho Manstein hoãn tấn công Luga tới ngày 10 tháng 8
Khi trận đánh ngày 10 tháng 8 còn chưa đến hồi ngã ngũ, Bộ Tư lệnh Tối cao chỉ thị cho Manstein phối hợp cùng Quân đoàn Thiết giáp XLI đánh lấy Leningrad. Nhưng vừa dời tổng hành dinh tới hồ Samro, ông lại được lệnh đưa quân tới Staraya Russa đặng giải nguy cho Quân đoàn X đang bị đe dọa vây bọc. Ngày 12 tháng 8, các Tập đoàn quân số 11, 34 của Liên Xô triển khai thế trận bao vây - chia cắt 3 sư đoàn trong Cụm Tập đoàn quân Bắc. Manstein quay trở về Dno và tổ chức phản công thắng lợi. Các đơn vị của ông vây diệt 5 sư đoàn Liên Xô, bắt giữ 12.000 tù binh cùng 141 xe tăng. Đây cũng là lần đầu tiên Quân đoàn Thiết giáp LVI nhận được sự yểm trợ từ không quân. Sau chiến thắng, Manstein xin phép các thủ trưởng cho cán-binh nghỉ dưỡng vì họ đã liên tục chiến đấu trên địa hình tồi tệ và trong điều thời tiết ngày càng xấu kể từ đầu chiến dịch. Bộ Tư lệnh Tối cao bác bỏ đề nghị này và phát lệnh cho Manstein quất sang Demyansk từ hướng tây. Ngày 12 tháng 9, khi Manstein đến gần sát thành phố, ông nhận lệnh thuyên chuyển sang Ukraina làm Tư lệnh Tập đoàn quân số 11 - Cụm Tập đoàn quân Nam.

### Chiến dịch Krym-Sevastopol
Tháng 9 năm 1941, Manstein đảm nhiệm chức Tư lệnh Tập đoàn quân số 11 sau khi tư lệnh cũ là Đại tướng Eugen Ritter von Schobert chết do máy bay của ông đáp trúng một bãi mìn Liên Xô. Hitler ra lệnh cho Manstein chinh phục bán đảo Krym và thành phố cảng Sevastopol đặng ngăn ngừa Hồng quân tận dụng các căn cứ không quân ở đây, đồng thời chặt đứt đường tiếp vận dầu khí từ Kavkaz của Liên Xô.. Với lực lượng nòng cốt là bộ binh, Tập đoàn quân số 11 mau chóng đè bẹp các tuyến phòng thủ vững mạnh của quân đội Liên Xô. Sau ngày 26 tháng 9, khi các Tập đoàn quân số 9 và 18 (Liên Xô) liên tục phản kích vào Quân đoàn Sơn cước Romania, Manstein lập sở chỉ huy ở Nish Segorosi gần sát hỏa tuyến để động viên cán-binh giữ vững trận tuyến. Dưới sự chỉ huy sâu sát của ông, các đơn vị Đức-Romania thuộc Tập đoàn quân số 11 đã làm chủ được hầu hết eo đất Perekop – "chiếc cổ hẹp" của Krym trong nửa đầu tháng 10. Bộ Tư lệnh Tối cao sau đó đã giảm biên chế Tập đoàn quân số 11 xuống còn 6 sư đoàn Đức và Quân đoàn Cơ giới Romania.

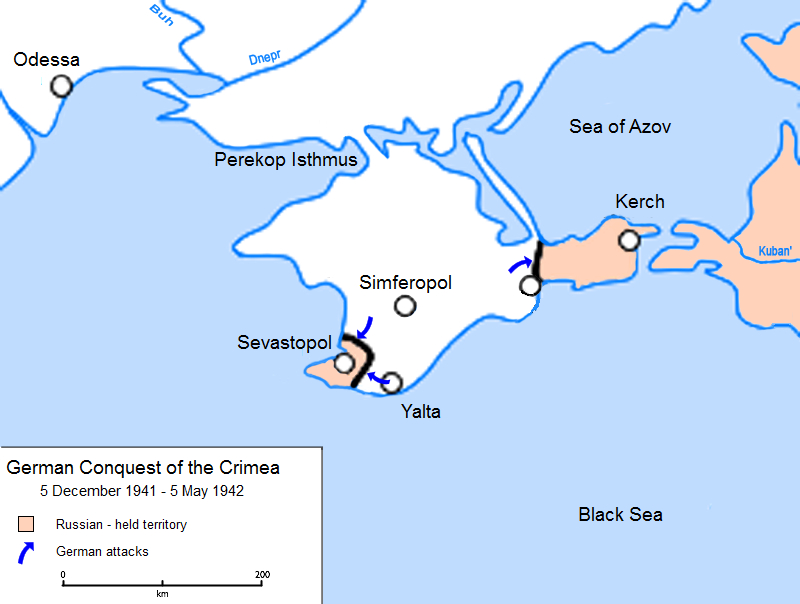
Tiến trình chinh phục Krym của quân Đức (5 tháng 12 năm 1941 - 5 tháng 5 năm 1942)

Từ ngày 18 đến ngày 28 tháng 10, Manstein thanh toán nốt các đơn vị Hồng quân còn sót trên eo đất Perekop. Quân Đức gặp nhiều khó khăn và tổn thất do Không quân Liên Xô khống chế khu vực. Tiếp theo đó, Manstein lập một đơn vị trinh sát cơ động đánh xuống phía nam bán đảo, cắt đôi con đường giữa Simferopol và Sevastopol ngày 31 tháng 10. Hôm sau, Simferopol rơi vào tay quân Đức. Đến ngày 16 tháng 11, Tập đoàn quân số 11 đã hoàn thành đánh chiếm bán đảo Krym — ngoại trừ Sevastopol. Trong khi ấy, Hồng quân Liên Xô đã sơ tán 30 vạn nhân sự khỏi thành phố theo đường biển. Từ đầu tháng 11 đến ngày 21, quân dân Xô viết đã đánh bại đợt tấn công đầu tiên của Manstein vào Sevastopol. Thấy lực lượng không đủ mạnh để chiếm ngay thành phố-pháo đài này, Manstein tiến hành bao vây phong tỏa Sevastopol. Ngày 17 tháng 12, ông mở một tấn công mới nhưng cũng khuất phục được Hồng quân. 9 ngày sau đó, Liên Xô đổ quân lên eo biển Kerch hòng giành lại bán đảo cùng tên. Họ lại tiến hành một cuộc đổ bộ nữa gần Feodosiya vào ngày 30 tháng 12. Phớt lờ mệnh lệnh của Manstein, Trung tướng Tư lệnh Quân đoàn XLII Hans Graf von Sponeck hối hả rút Sư đoàn Bộ binh số 46O khỏi Kerch. Sư 460 mất phần lớn vũ khí hạng nặng trên đường rút, nhưng hành động của Sponeck đã cứu sư đoàn khỏi nguy cơ bị các Tập đoàn quân số 44 và 51 của Liên Xô hợp vây. Manstein hủy bỏ kế hoạch tấn công lần thứ ba và dồn quân thủ tiêu đầu cầu của Liên Xô. Với sự giúp sức của Quân đoàn XXX, Quân đoàn XLII đã ổn định được mặt trận Kerch dù chịu nhiều tổn hao.
Tháng 1 năm 1942, quân Đức phản công tái chiếm cảng Feodosiya, nhưng chưa đủ thực lực để triệt tiêu hai tập đoàn quân Liên Xô trên bán đảo Kerch. Được tăng cường thêm 9 sư đoàn bộ binh, Hồng quân tổ chức hàng loạt đợt phản kích trong các tháng 2, 3 và 4, nhưng đều bị Quân đoàn LIV (Đức) bẻ gãy với thương vong rất lớn. Hitler cũng điều Tập đoàn Không quân số 4 đến Krym đặng chế áp ưu thế của không quân Liên Xô trong khu vực. Ngày 8 tháng 5 năm 1942, Manstein phát động Chiến dịch Săn Đại bàng hòng dứt điểm Hồng quân trên bán đảo Kerch. Do Tập đoàn quân số 11 bị lép vế về quân số, Manstein cho một bộ phận đánh nghi binh lên mạn bắc trong khi quân chủ lực tiến công theo hướng nam. Các đơn vị Liên Xô nhanh chóng tan vỡ. Theo hồi ký của Manstein, 17 vạn tù binh, 1.133 đại bác và 258 xe tăng đã được thêm vào danh sách chiến lợi phẩm của Tập đoàn quân số 11. Vào thời điểm ngày 16 tháng 5, quân Đức đã chiếm trọn bán đảo Kerch.
Sau một tháng hoãn binh, Manstein một lần nữa tập trung lực lượng đánh Sevastopol. Ngày 21 tháng 5 năm 1942, pháo binh Đức đồng loạt bắn phá cấp tập vào thành phố-pháo đài này. Cùng với các khẩu pháo thông thường, quân Đức đã huy động pháo cối tự hành siêu nặng Karl-Gerät (cỡ nòng 60cm) và siêu pháo "Dora" (cỡ nòng 80 cm) trút bão lửa lên Sevastopol. Đây là hai trong số những loạt pháo lớn nhất của Đức trong Chiến tranh thế giới thứ hai. Ngày 2 tháng 6, vượt qua hàng rào phòng không mềm mỏng của Liên Xô, toàn bộ lực lượng của Tập đoàn Không quân số 4 (Đức) do Đại tướng Wolfram von Richthofen chỉ huy được huy động để ném bom Sevastopol suốt 5 ngày nhằm dọn đường cho cuộc tiến công sắp tới. Đến ngày 7 tháng 6, lục quân Đức xung phong đánh chiếm các vị trí phòng ngự của Liên Xô. Sau 2 tuần chiến đấu ác liệt, Tập đoàn quân số 11 đã chọc thủng hàng phòng ngự vòng ngoài trên hướng bắc của Sevastopol và làm chủ phần lớn khu vực phía bắc vịnh Severnaya. Thiệt hại của đôi bên đều tăng nhanh trong suốt tháng 8. Hiểu được tầm quan trọng của việc thanh lý Sevastopol trước khi chiến dịch mùa hè năm 1942 làm phân tán nhân và tài lực Đức, ngày 29 tháng 6, Manstein điều quân bất ngờ vượt vịnh Severnaya và đánh bọc hậu tuyến phòng ngự thứ hai của Liên Xô trên dãy Sapun. Quân đội Liên Xô thất thế; ngày 1 tháng 7, quân Đức tràn vào nội đô và Hitler phong Manstein làm Thống chế. 3 ngày sau đó, Tập đoàn quân số 11 hoàn thành chinh phục Sevastopol.
Trong Chiến dịch Krym-Sevastopol, Manstein đã gián tiếp tiếp tay cho các tội ác của lính SS nhằm vào thường dân Liên Xô. Tổ Công tác D là một trong các đơn vị SS mang sứ mệnh xóa sổ người Do Thái khỏi châu Âu, đã theo bước Tập đoàn quân số 11 vào Krym và được Bộ Tư lệnh Tập đoàn quân chi viện xe, nhiên liệu và tài xế. Quân cảnh Đức cũng lập chốt chặn quanh các nơi lính SS tổ chức hành quyết người Do Thái, đặng khóa chặt đường trốn chạy của "phạm nhân". Bị sốc khi chứng kiến Tổ Công tác D thảm sát một nhóm phụ nữ và trẻ em Do Thái, Đại úy Ulrich Gunzert đã yết kiến Manstein và thỉnh cầu ông ngăn chặn các hành động vô nhân đạo như như vậy. Theo như Gunzert sau này kể lại, Manstein bảo viên đại úy nên "quên đi những gì anh thấy" và dồn tâm sức vào việc đánh chiếm bán đảo. Gunzert về sau đã phê bình thái độ của Manstein là "một sự trốn tránh trách nhiệm, một sự suy đồi đạo đức". Tại phiên tòa xử tội ác của Manstein sau chiến tranh, ông đối diện với 7 cáo buộc liên quan đến các hành vi ngược đãi và tàn sát người Do Thái và tù binh ở Krym.

### Trận bao vây Leningrad
Sau chiến thắng Sevastopol, Hitler tín nhiệm Manstein làm chỉ huy các binh đoàn Đức tại Leningrad, nơi đã bị vây hãm từ tháng 8 năm 1941. Ngày 27 tháng 8 năm 1942, Manstein lên mặt trận Leningrad, đem theo nhiều binh lực của Tập đoàn quân số 11 vừa đánh trận Sevastopol. Do chưa đủ quân số để công chiếm thành phố, Manstein dự định triển khai Chiến dịch Ánh sáng phương Bắc hòng triệt phá tuyến đường tiếp tế của Leningrad tại hồ Ladoga.
Nhưng đúng ngày Manstein tới Leningrad, các Tập đoàn quân xung kích số 2 và 8 (Liên Xô) mở Chiến dịch Sinyavino đánh vào phòng tuyến Tập đoàn quân số 18 (Tư lệnh: Thượng tướng Kỵ binh Georg Lindemann) ở phía tây hồ Ladoga. Quân Liên Xô chọc sâu vào đội hình địch và vòng vây Leningrad có nguy cơ bị phá tan. Trước tình hình nguy ngập, Hitler trực tiếp đánh điện Manstein và ra lệnh cho ông phát động phản kích. Sau hàng loạt trận đánh dữ dội, Manstein tổ chức phản công lớn vào ngày 21 tháng 9 và chẻ tập đoàn quân Liên Xô làm đôi. Giao tranh kéo dài cho đến tận ngày 10 tháng 10. Mặc dù Chiến dịch Sinyavino bị đập tan, thương vong ghê gớm của quân Đức đã buộc họ phải chuyển sang thế thủ và khai tử Chiến dịch Ánh sáng phương Bắc. Quân Liên Xô cuối cùng cũng giải phóng được Leningrad vào tháng 1 năm 1944.

### Chiến cuộc 1942-1943
Nhằm giải quyết tình trạng thiếu dầu mỏ của mình, quân đội Đức triển khai Chiến dịch Blau đặng cắt đứt và đánh chiếm vựa dầu quan trọng Kavkaz trong mùa hè năm 1942. Sau nhiều trận tập kích của không quân, Tập đoàn quân số 6 của Đại tướng Friedrich Paulus nhận lệnh đánh chiếm Stalingrad, một thành phố then chốt trên sông Volga. Được hỗ trợ bởi Tập đoàn Thiết giáp số 4, Tập đoàn quân số 6 đã xâm nhập Stalingrad vào ngày 12 tháng 9. Họ đánh giáp lá cà nảy lửa với quân trú phòng Liên Xô trên hè phố. Ngày 19 tháng 11, Hồng quân phát động một chiến dịch phản công quy mô lớn mang mật danh Sao Thiên Vương hòng bao vây cô lập các binh đoàn Đức trong thành phố. Mục tiêu này được hoàn thành vào ngày 23 tháng 11. Lo ngại không còn cơ hội tái chiếm Stalingrad nếu để mất nó trong lần này, Hitler chỉ định Manstein làm Thủ trưởng Cụm Tập đoàn quân sông Đông mới được thành lập. Ông nhận nhiệm vụ dùng Tập đoàn Thiết giáp số 4 và các đơn vị trợ chiến Romania mở chiến dịch Bão Mùa đông để giải vây cho Paulus. Theo nhận định ban đầu của Manstein vào ngày 24 tháng 11, Tập đoàn quân số 6 sẽ đứng vững nếu nhận được sự yểm trợ đầy đủ của không quân.

Trận phản kích Stalingrad của Liên Xô
Chiến tuyến quân Đức (19 tháng 11)
Chiến tuyến quân Đức (12 tháng 12)
Chiến tuyến quân Đức (24 tháng 12)
Bước tiến của Hồng quân (19–28 tháng 11)

Chiến dịch Bão Mùa Đông vào bùng nổ ngày 12 tháng 12 và gây cho Hồng quân choáng váng. Phần lớn các đơn vị Liên Xô bị tấn công đã kiệt sức sau nhiều tuần chiến đấu và chưa được tiếp tế. Do đó, các Sư đoàn Thiết giáp số 6, 12 và 23 của Manstein nhanh chóng đột phá phòng tuyến Hồng quân và thọc sâu hơn 50 km ngay trong ngày đầu. Họ đè bẹp một số đơn vị pháo binh và đe dọa bao vây Tập đoàn quân số 51 (Liên Xô). Hôm sau, quân thiết giáp Đức bắt gặp và đánh thắng Tập đoàn Xe tăng số 5 (Liên Xô), nhưng bị một cuộc phản công của Hồng quân chặn đứng vào buổi tối. Trong suốt 3 ngày tới, hai bên chạm trán nảy lửa quanh làng Verkhne-Kumskiy và sông Alksay. Sư đoàn Thiết giáp số 6 (Đức) mất quá nửa số xe tăng của mình trong các trận giao chiến. Được không quân yểm hộ chặt chẽ, quân thiết giáp Đức cuối cùng đã bẻ gãy đòn phản kích của "bọn Nga" và tiếp tục tiến công vào ngày 15 tháng 12. Ba sư thiết giáp của Manstein cùng các đơn vị trợ chiến thuộc Quân đoàn Thiết giáp LVII chỉ còn cách thành phố 58 km vào ngày 20 tháng 12, khi họ bị xe tăng Liên Xô phản công mãnh liệt trên sông Myshkova dưới bão tuyết. Về cơ bản, Chiến dịch Bão Mùa đông đã bị phá sản vào ngày 23 tháng 12.
Ngày 18 tháng 12, Manstein đã van nài Tập đoàn quân số 6 hãy cố mở một con đường máu nhưng Paulus từ chối do Hitler đã thẳng thừng bác bỏ ý định này và ra lệnh cho binh đoàn này phải trụ lại trong thành phố. Các nỗ lực thuyết phục Hitler và Paulus của Manstein đều vô ích. Tình hình Tập đoàn quân số 6 ngày càng trở nên tồi tệ; binh lính phải lăn lộn với rận chấy, đói rét và thiếu hụt lương thực, đạn dược. Họ còn liên tục hứng chịu những đòn "tra tấn" cực mạnh của pháo phòng không và máy bay chiến đấu Liên Xô. Hồng quân đánh chiếm các căn cứ không quân trong và ngoài Stalingrad, làm suy yếu các nỗ lực tiếp tế bằng đường không của địch. Ngày 24 tháng 1 năm 1943, Manstein thuyết phục Hitler cho Paulus đầu hàng nhưng bị Quốc trưởng gạt phắt. Phớt lờ mệnh lệnh của Hitler, Paulus đem 91.000 tàn binh ra đầu hàng vào ngày 2 tháng 2 năm 1943, kết thúc trận Stalingrad với thắng lợi có tính bước ngoặt của Liên Xô.
Trong khi đó, Liên Xô phát động Chiến dịch Sao Thổ (12 tháng 12 năm 1942 – 18 tháng 2 năm 1943) trên phần lớn các khu vực phía nam của mặt trận, nhằm chiếm lấy Rostov và tiêu diệt Cụm Tập đoàn quân A đang trên đường rút khỏi Kavkaz. Manstein buộc phải chia quân ra để giải tỏa bớt áp lực cho Cụm Tập đoàn quân A khi họ triệt thoái tới Ukraina, và như thế, tránh được sự sụp đổ hoàn toàn của toàn bộ mặt trận. Cuộc tấn công của Hồng quân cũng đã ngăn không cho Quân đoàn Thiết giáp XLVIII (gồm có Sư đoàn Bộ binh số 336, Sư đoàn Không quân Dã chiến số 3, và Sư đoàn Thiết giáp số 11) dưới quyền chỉ huy của Thượng tướng Otto von Knobelsdorff liên kết với các đơn vị tham gia Chiến dịch Bão Mùa đông. Thay vào đó, Quân đoàn Thiết giáp XLVIII bị cầm chân tại bờ sông Chir và phải chống chọi với các đợt công kích liên tục của địch. Dưới sự chỉ huy của Thiếu tướng Hermann Balck, Sư đoàn Thiết giáp số 11 đã thực hiện nhiều cuộc phản kích vào các chỗ lồi của Hồng quân, gây ra không ít tổn thất cho đối phương. Quân đoàn Thiết giáp XLVIII cuối cùng đã buộc phải rút lui sau khi Tập đoàn quân số 8 (Ý) ở hai cánh sườn họ bị đập nát.
Thừa thắng, Hồng quân mở hàng loạt chiến dịch tấn công trong các tháng 1 – 2 năm 1943 nhằm đánh bại triệt để quân Đức và chư hầu ở miền Nam Nga. Sau khi tiêu diệt tàn quân Ý và Hungary trong Chiến dịch Ostrogozhsk–Rossosh, Liên Xô thực hiện Chiến dịch Ngôi Sao và Chiến dịch Bước Nhảy Vọt hòng chiếm lại Kharkov, Kursk và cô lập các khối quân Đức trên hướng đông Donetsk. Hồng quân đã đánh thủng phòng tuyến địch và uy hiếp toàn bộ mặt trận quân Đức ở phía nam. Để loại trừ mối đe dọa này, Cụm Tập đoàn quân sông Đông, Cụm Tập đoàn quân B và một số thành phần của Cụm Tập đoàn quân A được gộp thành Cụm Tập đoàn quân Nam (Heeresgruppe Süd) do Manstein thống lĩnh vào đầu tháng 2.

### Chiến dịch Donets

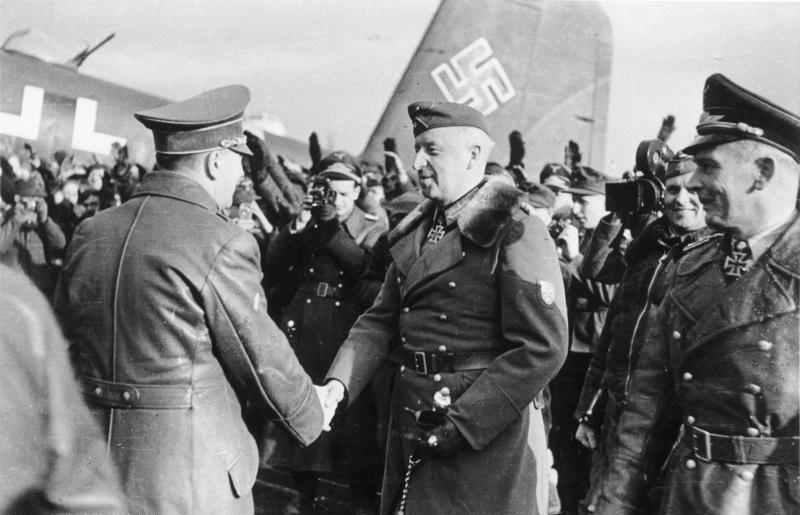
Ngày 17 tháng 2-1943, dưới sự bảo vệ nghiêm ngặt, Hitler đã đáp chuyến bay xuống sân bay địa phương tại trung tâm hành quân của Tập đoàn quân phía Nam ở Zaporozh'ye, Ukraina, chỉ cách chiến tuyến khoảng 30 dặm. Trong hình, bên tay phải là Hans Baur và Thống chế Không quân Wolfram von Richthofen

Trong các cuộc tấn công vào tháng 2 năm 1943, Hồng quân Xô Viết đã xuyên thủng phòng tuyến quân Đức và đoạt lại Kursk ngày 9 tháng 2. Dù Hitler phát lệnh giữ Kharkov "bằng mọi giá" vào ngày 13 tháng 2, Đại tướng Tư lệnh Quân đoàn Thiết giáp II SS Paul Hausser thu quân khỏi thành phố 2 ngày sau đó. Ngày 17 tháng 2, Hitler đích thân ra tìền tuyến. Trong 3 ngày họp liên tục, Manstein đã thuyết phục Quốc trưởng cho phản công vào Kharkov hòng giành lại thế chủ động và cứu Cụm Tập đoàn quân Nam khỏi nguy cơ bị hợp vây. Manstein cũng gắng sức chấn chỉnh binh lực và nhận hàng loạt viện binh từ các tập đoàn quân lân cận. Ngày 20 tháng 2, Chiến dịch Donets mở màn khi Manstein huy động các Tập đoàn Thiết giáp số 1 (Tư lệnh: Đại tướng Eberhard von Mackensen) và 4 (Tư lệnh: Đại tướng Hermann Hoth) phản kích từ hướng nam vào sườn Hồng quân. Do tưởng quân Đức đang sắp sửa rút chạy nên phía Liên Xô hoàn toàn bị choáng ngợp. Trong một trận đánh trải dài từ Krasnoarmeiskaia đến phía bắc sông Donets, Quân đoàn Thiết giáp XL Tập đoàn Thiết giáp số 4 đã bao vây và tiêu diệt Cụm Tác chiến Popov gồm 4 quân đoàn thiết giáp thiếu quân. Ngày 22 tháng 2, Manstein và Hoth xua Quân đoàn Thiết giáp II SS cùng Quân đoàn Thiết giáp LVIII đánh thốc vào sườn Phương diện quân Tây Nam (Đại tướng Nikolai F. Vatutin chỉ huy), trong khi quân của Vatutin (Quân đoàn Xe tăng XXV) đang ở cách Zaporozhye 19 km. Do thiếu hụt nhiên liệu, các đơn vị phía sau của Vatutin phải buông bỏ khí giới và tháo chạy lên mạn bắc. Quân Đức tiêu diệt 23.000 binh sĩ Hồng quân và bắt sống 9.000 tù binh.
Ngày 1 tháng 3, trong lúc Hồng quân đang tấn kích Phân bộ quân Kempf (Tư lệnh: Thượng tướng Thiết giáp Werner Kempf), Manstein tiến quân về Kharkov hòng bọc hậu Hồng quân trên hướng tây thành phố. Tập đoàn Thiết giáp số 4 (Đức) quần thảo với Tập đoàn Xe tăng số 3 của Trung tướng Pavel S. Rybalko trong suốt 5 ngày trời. Đến ngày 5 tháng 3, quân Đức đã đè bẹp các khối quân của Tập đoàn Xe tăng số 3 trên sông Berestovaya phía tây-nam thành phố. Họ thu giữ 61 xe tăng, 225 cỗ pháo cùng 600 xe mô-tô trong một mấu lồi nhỏ hẹp ở Krasnogad. Tiếp theo đó, Manstein đánh thọc vào sườn Phương diện quân Voronezh (Đại tướng Filipp I. Golikov) ngày 7 tháng 3. Quân Đức nhanh chóng đục một lỗ thủng giữa các Tập đoàn Xe tăng số 3 và 69 của Liên Xô. Được rảnh tay từ ngày 5 tháng 3, Phân bộ quân Kempf cũng dồn đánh Phương diện quân Voronezh từ mạn tây. Bộ Tư lệnh Tối cao Liên Xô phải điều Quân đoàn Xe tăng Cận vệ II sang cứu viện cho Golikov. Dù Manstein yêu cầu Quân đoàn Thiết giáp II SS hợp vây Kharkov từ phía Bắc, Hausser đã cố tình tung các Sư đoàn Thiết giáp số 1, 2 SS đột kích trực diện vào thành phố ngày 11 tháng 3. Hậu quả là họ phải trải qua bốn ngày đánh nhau đẫm máu giành giật từng căn nhà với lực lượng Hồng quân đồn trú. Quân Đức cuối cùng cũng hoàn tất đánh chiếm Kharkov vào ngày 15 tháng 3. Trong lúc đó, trên phía bắc Phân bộ quân Kempf, Sư đoàn Đại Đức tiến nhanh về Belgorod và đánh tan các đơn vị xe tăng Liên Xô ở Gaivoron. Sự thất thủ của Belgorod ngày 17 tháng 3 đã tạo nên một "mấu lồi" ăn sâu vào phòng tuyến quân Đức tại gần Kursk.
Chiến dịch Donets kết thúc với thắng lợi giòn giã của Cụm Tập đoàn quân Nam. Không chỉ cứu toàn bộ mặt trận khỏi nguy cơ tan vỡ, chiến dịch đã đánh sụm 52 sư đoàn Liên Xô và giành lại được một vùng lãnh thổ rộng lớn. Hồng quân chịu thiệt hại nặng nề với khoảng 46.000 quân tử trận và 14.000 bị bắt làm tù binh. Quân Đức cũng lấy 600 xe tăng cùng 1.200 khẩu pháo làm chiến lợi phẩm. Vì chiến công này, Manstein được Hitler tưởng thưởng Lá sồi gắn vào Huân chương Chữ thập Hiệp sĩ của ông. Tháng 4 năm 1943, Bộ Tư lệnh Tối cao Đức bắt tay vào việc chuẩn bị thanh toán các khối quân Liên Xô trong "chỗ lồi" Kursk.

### Chiến dịch Thành Trì
Manstein đề nghị xử lý mấu lồi Kursk bằng một đòn tấn công gọng kìm ngay sau Chiến dịch Donets, nhưng Hitler e rằng hành động đó sẽ phân tán quân Đức khỏi lòng chảo Donets - một khu công nghiệp quan trọng trên chiến trường Liên Xô. Không những thế, mùa tuyết tan mở đầu ngày 23 tháng 2 đã biến địa hình Nga thành những bãi bùn lầy lội, khiến xe tăng Đức khó di chuyển. Bộ Tư lệnh Tối cao bác bỏ đề xuất của Manstein và quyết định tranh thủ chuẩn bị binh lực, đợi hết mùa băng tan mới tấn công. Họ lập kế hoạch mở Chiến dịch Thành Trì đặng hợp vây bằng Kursk: cánh phía Bắc gồm Tập đoàn quân số 9 do Đại tướng Walter Model chỉ huy và cánh phía Nam gồm Cụm Tập đoàn quân Nam do Manstein dẫn dắt. Thông qua các nhân viên tình báo và trinh sát, Bộ Tư lệnh Tối cao Liên Xô đã nắm bắt được các kế hoạch tấn công của đối phương. Họ ra sức tăng cường lực lượng trong khu vực này.

Cánh quân phía Nam của Đức trong Chiến dịch Kursk

Chiến dịch Thành Trì là chiến dịch tấn công chiến lược cuối cùng của Đức trên chiến trường Đông Âu, và là một trong những trận đánh lớn nhất trong lịch sử thế giới, với sự tham gia của 4 triệu quân nhân. Vào thời điểm quân Đức nổ súng tiến công (ngày 5 tháng 7 năm 1943), họ bị áp đảo về quân số với tỷ lệ 3 chọi 1. Ở hướng bắc, Model xua Tập đoàn quân số 9 tấn công trên một địa bàn hẹp (chỉ rộng 48 km), nhưng sau 7 ngày đánh nhau quyết liệt, họ chỉ chiếm được 12 km đất Nga. Ngày 12 tháng 7, Hồng quân phát động Chiến dịch Kutuzov đánh vào Orel, thu hút cánh quân của tướng Model khỏi Kursk. Quân Đức thành công hơn đôi chút ở phía nam, nơi Manstein dùng Tập đoàn Thiết giáp số 4 thọc sâu 32 km vào phòng tuyến Hồng quân trong các ngày 5 – 12 tháng 7 năm 1943. Thoạt tiên, Tập đoàn Thiết giáp số 4 đánh thủng các tuyến phòng thủ số 1 và 2 của Hồng quân trong những trận đánh dữ dội từ ngày 5 đến ngày 6 tháng 7. Kế đến, quân Manstein phá vỡ tuyến phòng thủ số 3 của Hồng quân vào ngày 7 tháng 7, nhưng ngay sau đó họ vấp phải nhiều đòn phản kích mạnh từ 3 hướng đông bắc, bắc và tây. Các cuộc phản công này đã làm cho tiến độ hành quân của Manstein bị chậm lại rất nhiều. Nhưng đến ngày 11 tháng 7, Cụm Tập đoàn quân Nam đã đẩy quân Liên Xô về sát làng Prokhorovka. Bộ Tư lệnh Tối cao Liên Xô huy động các lực lượng dự bị sung sức phản kích vào Prokhorovka, mở ra một trân đánh xe tăng dữ dội vào ngày 12 tháng 7. Sau một ngày kịch chiến, Hồng quân Xô Viết giữ vững Prokhorovka và loại 300 xe tăng của Manstein khỏi vòng chiến. Chiến dịch Thành Trì chấm dứt ngày 13 tháng 7 khi Hitler phát lệnh ngừng tấn công khu vực Kursk. Manstein phản đối và cho rằng ông còn nhiều quân dự bị chưa tham chiến, trong khi lực lượng dự bị Liên Xô đã khánh kiệt. Tuy nhiên, Hitler dứt khoát hủy bỏ cuộc tấn công. Mặc dù Hồng quân chịu thiệt hại nặng nề, các sử gia hiện đại đã bác bỏ khả năng quân Đức thắng lợi nếu chiến dịch được kéo dài sau ngày 13.

### Từ Kursk đến sông Dnieper
Ở một mức độ nào đó, Manstein đánh giá trận Kursk là một thắng lợi của Đức, vì nó "vắt sức" Hồng quân đến mức họ khó thể đánh lớn trong phần còn lại của năm 1943. Nhưng ông đã sai lầm: quân đội Liên Xô hồi phục nhanh hơn nhiều so với tưởng tượng của ông. Manstein điều quân thiết giáp dự bị của mình tới sông Mius và hạ lưu sông Dnieper mà không nhận ra rằng hoạt động của Hồng quân ở đây chỉ là nghi binh. Ngày 3 tháng 8, Liên Xô mở Chiến dịch Nguyên soái Rumyantsev, gây áp lực lớn lên Cụm Tập đoàn quân Nam. Sau 2 ngày chiến đấu kịch liệt, Hồng quân đã đánh thủng phòng tuyến địch và chiếm lại Belgorod, khoét một lỗ hổng rộng 56 km vào giữa Tập đoàn Thiết giáp số 4 với Phân bộ quân Kempf trấn thủ Kharkov. Manstein gọi viện binh và Hitler chi viện cho ông Sư đoàn số 33 SS "Đầu lâu", Sư đoàn số 22 SS "Đế chế", Sư đoàn Thiết giáp số 7 cùng Sư đoàn Bộ binh Cơ giới "Đại Đức".
Trong lúc đó, Manstein cho xây dựng một hệ thống phòng tuyến dọc theo sông Dnieper, nhưng Hitler ngăn cấm Manstein triệt binh và ép ông phải giữ Kharkov. Được tăng cường lực lượng, Manstein xua quân thiết giáp mở hàng loạt đợt phản kích gần Bohodukhiv và Okhtyrka từ ngày 13 đến ngày 17 tháng 8, nhưng bị đẩy lui với thương vong lớn. Ngày 20 tháng 8, ông báo cáo lên Bộ Tư lệnh Tối cao rằng các cụm quân Đức ven sông Donets đang bị kéo căng trên một mặt trận quá rộng, nên ông cần Hitler hoặc là gửi thêm tiếp viện cho ông, hoặc là chấp nhận rút quân về sông Dnieper. Các đòn tấn công dồn dập của Hồng quân cắt rời Cụm Tập đoàn quân Trung tâm trên mạn bắc khỏi Cụm Tập đoàn quân Nam và đe dọa nghiêm trọng sườn phía bắc của Manstein. Khi Liên Xô dốc hết hết quân chủ lực dự bị chiến lược cho trận tái chiếm Kharkov vào các ngày 21–22 tháng 8, Manstein chớp cơ hội này để trám lại lỗ thủng giữa Tập đoàn quân số 8 với Tập đoàn Thiết giáp số 4 và chấn chỉnh trận tuyến. Hitler cuối cùng cũng cho phép Manstein triệt thoái sang sông Dnieper vào ngày 15 tháng 9. Trên đường tháo chạy, Manstein ban bố chính sách tiêu thổ trong một khu vực cách sông khoảng 20 – 30 km. Đây chính là nguồn gốc của một số cáo buộc tội ác chiến tranh nhằm vào ông sau năm 1945. Trong hai tháng 7 – 8, Hồng quân bị thiệt hại tới hơn 1,6 triệu người, 1 vạn xe tăng và pháo tự hành, cùng với 4.200 phi cơ. Tổn thất của quân Đức có phần nhẹ hơn, nhưng tác hại rất lớn đến nỗ lực chiến tranh của họ, do Đức không còn đủ nhân lực và tài lực mà bù đắp. Trong 4 cuộc họp liên tiếp vào tháng 9 năm đó, Manstein cố sức thuyết phục Hitler cải tổ bộ tư lệnh tối cao và nới rộng quyền tự quyết của các tướng lĩnh, nhưng bị gạt phắt.

### Chiến dịch Dnieper
| “                    | Manstein... là một kẻ thù gian manh, mưu trí, hung hãn và nguy hiểm. Trận đánh tiếp theo sẽ rất dữ dội... | ” |
| — Nikolai F. Vatutin | |   |

Trong suốt tháng 9 năm 1943, Cụm Tập đoàn quân Nam hối hả rút chạy sang bờ tây sông Dnieper. Đến ngày 30 tháng 9, họ đã tập trung đầy đủ trên phòng tuyến Dnieper. Mặc dù nhiều đơn vị Đức trở nên nhốn nháo trên đường rút, Manstein khá hài lòng với cuộc triệt thoái, vì 20 vạn thương binh cùng 2.500 đoàn xe chở quân khí và lương thảo đã được di tản an toàn khỏi trận địa phía đông. Sau Chiến dịch Rumyantsev, Manstein phán đoán rằng "quân địch" sẽ mở một cuộc tấn công mới trên hướng Kiev; và thật vậy, Đại bản doanh Liên Xô dự kiến sử dụng Phương diện quân Ukraina 1 của tướng Vatutin tấn công Tập đoàn Thiết giáp số 4 gần Kiev. Nhưng Hồng quân đã che giấu được thời gian và địa điểm chính xác của chiến dịch sắp tới. Manstein cho tăng cường các hoạt động trinh sát nhưng không mấy hiệu quả. Ngày 24 tháng 9 năm 1943, sau khi Vatutin tập trung một lực lượng mạnh trước Velikii Bukrin, Quân đoàn Không vận 3 (Liên Xô) đổ xuống chiếm Bukrin làm bàn đạp cho đại quân tiến vào Kiev từ hướng nam. Họ bị quân Đức chặn đánh dữ dội và không thể bứt phá khỏi đầu cầu Bukrin.
Thất bại tại Bukrin không làm cho Vatutin nao núng. Trong tuyệt mật, ông nhanh chóng di chuyển Tập đoàn Xe tăng số 3 cùng nhiều đơn vị bộ binh và pháo binh từ khu vực Bukrin sang một đầu cầu nhỏ ở Liutech (phía bắc Kiev), nơi được Tập đoàn quân số 38 (Đức) trấn thủ. Vì Liutech có địa hình rất lầy lội, Manstein và các tướng Đức không bao giờ nghĩ đây sẽ là điểm xuất phát cho mũi chủ công của Hồng quân. Ngày 1 tháng 11 năm 1943, Vatutin dùng các Tập đoàn quân số 27 và 40 mở một đòn tấn công vào Bukrin. Tin rằng đây là mũi chủ công của Liên Xô, Manstein dốc Sư đoàn Das Reich (SS) và nhiều đơn vị dự bị cơ động khác ra chống giữ. Do vậy, quân Đức hoàn toàn choáng ngợp khi Tập đoàn Xe tăng số 3, có sự yểm trợ chặt chẽ của Tập đoàn Không quân số 2, phóng ra khỏi đầu cầu Bukrin và nghiền nát Tập đoàn quân số 38 vào ngày 3 tháng 11. Thừa thắng, Phương diện quân Ukraina 1 mở rộng đánh chiếm khu vực Dnieper và chặt đứt tuyến đường Kiev - Zhytomyr. Đêm ngày 5 tháng 11, Tập đoàn quân số 38 phải tháo chạy vào các vùng phụ cận phía bắc Kiev. Sáng hôm sau, Manstein ra lệnh rút toàn bộ lực lượng khỏi thành phố. Trong khi đó, Tập đoàn quân số 17 trên cánh bắc ủa ông đã bị Phương diện quân Ukraina 4 bao vây cô lập ở Krym từ ngày 28 tháng 10.

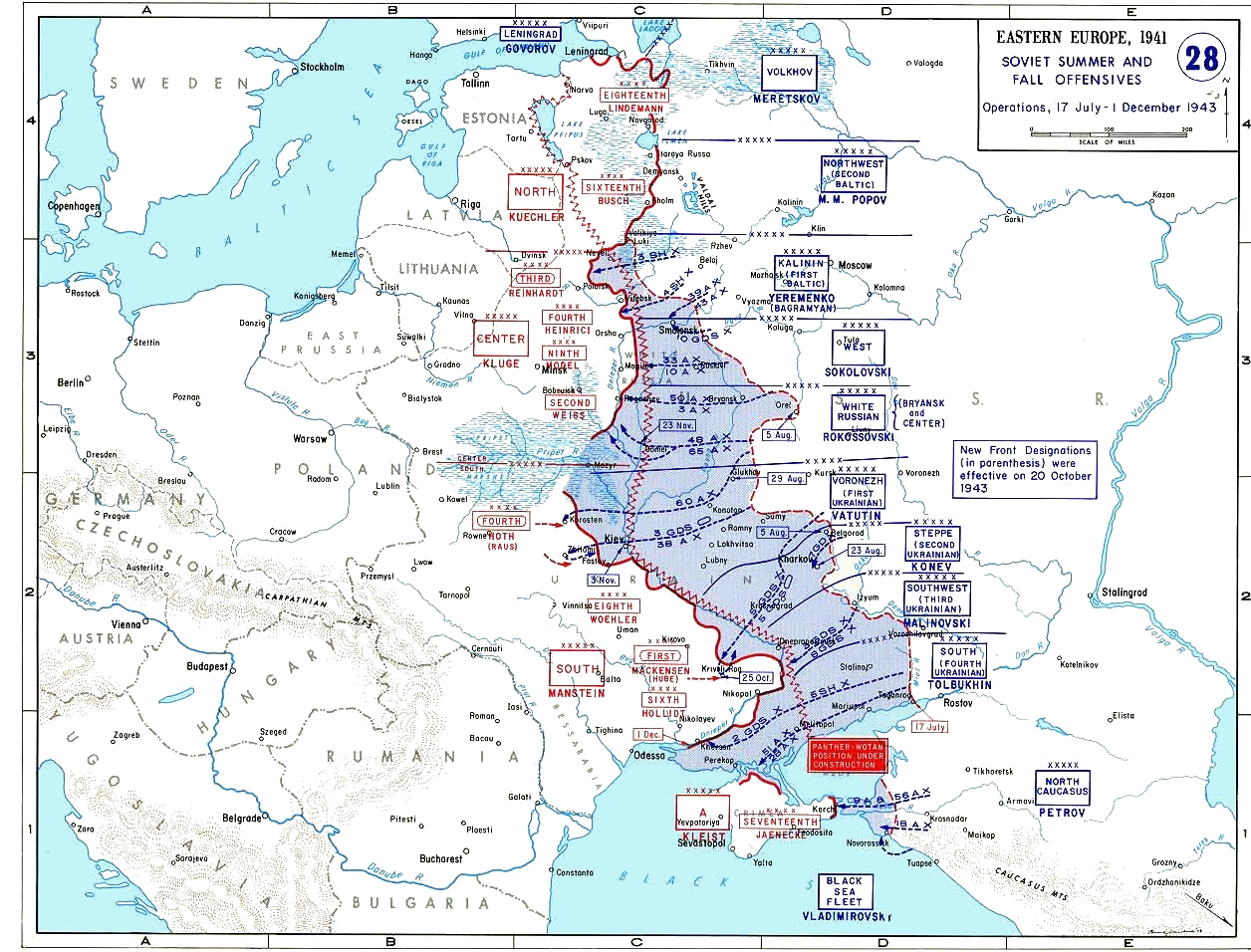
Các chiến dịch quân sự dọc theo sông Dnieper (tháng 7 - tháng 12 năm 1943)

Sau chiến thắng Kiev, Tập đoàn Xe tăng số 3 (Liên Xô) nhanh chóng quét sạch quân Đức khỏi ba thành phố Korosten, Zhytomyr và Fastov. Manstein huy động 6 sư thiết giáp và 1 sư bộ binh của Quân đoàn Thiết giáp XXXXVIII phản công giành lại thủ phủ Ukraina. Dưới sự dẫn dắt của Thượng tướng Thiết giáp Hermann Balck, quân Đức tái chiếm được Zhytomyr và Korosten vào giữa tháng 11, nhưng không thể giành một thắng lợi mang tính quyết định nào. Quân hai bên đều bị thương vong lớn, nhưng Kiev vẫn nằm trong tay người Nga. Sau khi được tăng cường lực lượng, Vatutin phát động Chiến dịch tấn công hữu ngạn Dnieper vào ngày 24 tháng 12 năm 1943 và thắng hết trận này đến trận khác. Manstein liên tục xin Hitler tăng viện binh nhưng bị ông ta từ chối. Trong cuộc yết kiến Hitler ngày 4 tháng 11 năm 1944, Manstein thưa rằng phòng tuyến Dnieper không thể trụ lâu và quân Đức cần rút lui để bảo toàn lực lượng. Đồng thời, ông một lần nữa đề nghị Hitler thay đổi cơ cấu chỉ huy tối cao hầu mở rộng quyền quyền điều hành tác chiến cho các tướng. Cả hai đề xuất này đều bị gạt phắt, vì Hitler luôn tin mình đủ sức một mình điều khiển chiến lược tổng thể của Đức trong chiến tranh.
Trước thế tấn công ồ ạt của Hồng quân Xô Viết, tàn binh Cụm Tập đoàn quân Nam phải rút sâu về phía tây vào tháng 1 năm 1944. Không cần đợi sự cho phép của Hitler, Manstein phát lệnh cho các Quân đoàn XI và XXXXII (gồm 6 sư đoàn với khoảng 56.000 quân) mở đường máu thoát khỏi vòng vây ở Korsun–Cherkassy trong đêm ngày 16 – 17 tháng 2. Một nhúm quân Đức đã sổng khỏi "nồi hơi Korsun", nhưng chỉ sau khi 6 sư đoàn của Manstein bị tiêu diệt hoàn toàn. Bước sang đầu tháng 3, quân đội Liên Xô đã hất quân Đức ra xa sông Dnieper. Ngày 19 tháng 3, Hitler ra chỉ thị yêu cầu kể từ lúc đó trở đi, quân tướng phải bám giữ mọi cứ mọi cứ điểm cho đến người cuối cùng. Sau khi Hồng quân hình thành bao vây Tập đoàn Thiết giáp số 1 vào ngày 21 tháng 3, Manstein vội bay tới tổng hình dinh của Hitler tại Lvov đặng thuyết phục ông ta thay đổi ý định. Hitler cuối cùng cũng chấp nhận rút lui, nhưng 9 ngày sau đó (30 tháng 3), ông ta huyền chức Manstein.
Chân dung Manstein xuất hiện trên bìa số ngày 10 tháng 1 năm 1944 của tạp chí Time, trên dòng chữ: "Rút lui có thể thật tuyệt vời, nhưng chiến thắng là ở phía bên kia".

### Sa thải
Manstein được ban thưởng thanh bảo kiếm của Huân chương Thập tự Hiệp sĩ vào ngày 30 tháng 3 năm 1944 và bàn giao Cụm Tập đoàn quân Nam cho Thống chế Walter Model, một thành viên Quốc xã trung thành, trong một cuộc hội kiến ở Berghof vào ngày 2 tháng 4. Sau khi mất chức, Manstein vào một bệnh viện mắt tư nhân tại Breslau nằm gần Dresden để được chữa bệnh ở mắt phải. Kế đến, ông lui về tư gia ở Liegnitz và không bao giờ được trọng dụng nữa.
Mặc dù Manstein đã nhiều lần gặp gỡ 3 người chủ mưu chính là Claus von Stauffenberg, Henning von Tresckow, và Rudolf Christoph Freiherr von Gersdorff khi ông còn tại nhiệm, ông không tham gia âm mưu ám sát Hitler vào tháng 6 năm 1944. Ông luôn giữ vững lập trường: "Các thống chế Phổ không bao giờ làm binh biến" (tiếng Đức: Preussische Feldmarschälle meutern nicht) Dù vậy, nhà ông vẫn bị đặt dưới sự giám sát của lực lượng Gestapo. Tháng 10 năm 1944, Manstein mua một điền trang ở Đông Pommern, nhưng phải buông bỏ nó sau khi Hồng quân Xô viết tràn ngập khu vực này. Sau khi di tản khỏi Liegnitz vào ngày 22 tháng 1 năm 1945, Manstein đem gia quyến đến lánh nạn ở Berlin trong một thời gian ngắn. Họ tiếp tục sơ tán vào miền Tây Đức cho tới khi tiếng súng ngừng nổ ở châu Âu vào tháng 5. Manstein lại gặp biến chứng ở mắt phải và được điều trị ở Heiligenhafen, nơi ông bị lính Anh bắt sống và chuyển vào trại tù binh chiến tranh gần Lüneburg ngày 22 tháng 8.

## Sau chiến tranh

### Xét xử
Tháng 10 năm 1945, Manstein được di chuyển tới Nürnberg, nơi ông làm nhân chứng bào chữa cho Bộ Tư lệnh Tối cao và Bộ Tổng tham mưu trong phiên tòa xét xử tội phạm chiến tranh năm 1946. Tại Nürnberg, ông hợp tác với Thượng tướng Kỵ binh Siegfried Westphal biên soạn và trình bày một văn kiện dài 132 trang vào tháng 8. Cùng với hồi ký "Chiến thắng bị đánh mất" (Verlorene Siege) của Manstein về sau, văn kiện này đã sản sinh huyền thoại về một quân đội Đức "trong sạch", không nhúng tay vào những tội ác diệt chủng của đảng phát xít. Ông cũng đưa ra lời khai về hoạt động của các Tổ Công tác SS, về việc đối xử với tù binh. Về tính phục tùng của quân đội; đặc biệt là mối liên hệ giữa tinh thần này với Sắc lệnh Chính ủy do Hitler ban hành năm 1941, yêu cầu mọi chính ủy, chính trị viên Xô Viết phải bị bắn mà không qua xét xử. Manstein thừa nhận rằng ông đã nghe mệnh lệnh này, nhưng ông không thực thi nó. Các tài liệu từ năm 1941 được trình diện ở Nürnberg và phiên tòa xử Manstein về sau này đã phủ định tuyên bố của ông: trên thực tế, ông thường xuyên nhận báo cáo về hàng trăm vụ hành quyết chính ủy, chính trị viên trong suốt mùa hè năm 1941. Ông cũng cam đoan không hề hay biết về tội ác của các Tổ Công tác SS, và làm chứng là bộ đội của ông không dính líu vào các vụ tàn sát dân Do Thái. Tuy nhiên, trong lời khai của chính Manstein, Tổ trưởng Tổ Công tác D Otto Ohlendorf quả quyết rằng Manstein biết các hành vi tàn bạo trên và Tập đoàn quân số 11 đã tích cực tiếp tay cho chúng. Vào tháng 9 năm 1946, Bộ Tư lệnh Tối cao và Bộ Tổng tham mưu được xác nhận không phải là tổ chức tội ác chiến tranh.
Sau lời khai của Manstein ở Nürnberg, ông bị giam giữ trong Trại giam đặc biệt số 11 ở Bridgend, Wales. Ông thường trao đổi thư từ với sử gia quân sự nổi tiếng người Anh B. H. Liddell Hart, một người rất khâm phục Manstein và khen ông là nhà chỉ huy thiên tài. Hai người giữ liên lạc với nhau sau khi Manstein rời trại giam, sau này Liddell Hart đã giúp Manstein hoàn chỉnh phiên bản tiếng Anh của hồi ký Verlorene Siege năm 1958. Dưới sức ép từ Liên Xô, vào tháng 7 năm 1948, chính phủ Anh quyết định khởi tố Manstein vì các tội ác chiến tranh của ông. Phiên tòa xét xử ông được tổ chức ở Hamburg từ ngày 23 tháng 8 đến ngày 19 tháng 12 năm 1949. Manstein bị cáo buộc về 17 tội danh, bao gồm 3 tội ở Ba Lan và 14 tội ở Liên bang Xô Viết. Các buộc này xoay quay những hành vi ngược đãi tù binh, tiếp tay cho các Tổ Công tác SS thảm sát người Do Thái ở Ba Lan và Krym, làm khổ cư dân Liên Xô bằng chiến thuật "tiêu thổ" trên đường rút khỏi nước này. Kết thúc phiên tòa, Manstein bị khép vào 9 tội danh và bị tuyên án 18 năm tù.
Phán quyết này đã làm dấy lên những phản ứng gay gắt trong giới hâm mộ Manstein ở cả Anh lẫn Đức. Với sự cộng tác của Liddell Hart, đoàn bào chữa Manstein vận động dư luận Anh kêu gọi ân xá cho Manstein. Tại Đức, người ta coi bản án này là một động cơ chính trị. Mức án của Manstein được giảm xuống 12 năm tù vào tháng 2 năm 1950. Năm 1951, Luật sư Reginald Thomas Paget - Trưởng đoàn bào chữa cho Manstein - đã xuất bản một cuốn sách bán chạy nói về sự nghiệp và phiên tòa của Manstein, trong đó Manstein được khắc họa là một quân nhân chân chính, đã anh dũng chiến đấu chống kẻ thù có quân số áp đảo và bị xử án oan ức. Quyển sách đã góp phần làm tăng sự ngưỡng mộ dành cho Manstein ở Anh. Ông được phóng thích vào ngày 7 tháng 5 năm 1953, một phần vì lý do sức khỏe, nhưng một phần là do sức ép mạnh từ Thủ tướng Anh Winston Churchill, Thủ tướng Liên bang Đức Konrad Adenauer cùng Liddell Hart, Paget và nhiều cảm tình viên khác. Ngày nay, việc Manstein có biết các tội ác tày trời của đảng phát xít hay không, và nếu biết thì ông có đủ can đảm để chống đối hay không, vẫn còn là vấn đề tranh cãi.

### Cuối đời
Vài tuần sau khi ra tù, Manstein nhận lời mời thăm chính thức tổng hành dinh Tập đoàn quân Rhine (Anh) ở Bad Oeynhausen trong một động thái nhằm hòa giải mối quan hệ Anh-Đức. Cùng với 10 cựu sĩ quan cấp cao khác, ông được Thủ tướng Adenauer vời làm cố vấn cho Bộ Quốc phòng Cộng hòa Liên bang Đức vào các năm 1955 – 1956. Trên cương vị này, ông đã có nhiều đóng góp cho việc xây dựng và phát triển các lực lượng vũ trang Liên bang Đức.
Quyền hồi ký về chiến tranh của ông, cuốn Verlorene Siege (tạm dịch: "Chiến thắng bị đánh mất"), được xuất bản tại Liên bang Đức năm 1955 và được dịch sang tiếng Anh năm 1958. Trong đó, Manstein đã đưa ra luận điểm rằng nếu các tướng lĩnh của Đức phụ trách về mặt chiến lược chứ không phải là Hitler, thì cuộc chiến tại Liên Xô đã có thể giành được chiến thắng. Vợ chồng Manstein đã thay đổi chỗ ở vài lần sau khi ông được trả tự do năm 1953. Họ sinh sống ở Essen và Bonn một thời gian rồi định cư hẳn ở München năm 1958. Cùng năm đó, ông phát hành tập 2 của hồi ký Verlorene Siege với nhan đề Aus einem Soldatenleben ("Đời lính"). Tập 2 này mô tả cuộc đời Manstein trong giai đoạn từ năm 1887 đến năm 1939. Vợ ông là Jutta Sibylle von Manstein qua đời năm 1966.
Erich von Manstein qua đời trong một cơn đột quỵ tại Irschenhausen, Bayern vào đêm ngày 9 tháng 6 năm 1973, hưởng thọ 85 tuổi. Tang lễ ông được tổ chức trọng thể theo nghi thức quân đội, và hàng trăm quân nhân ở mọi cấp bậc đã tham dự lễ tiễn đưa ông về nơi an nghỉ cuối cùng. Lời cáo phó của ông được đăng trên nhật báo Anh The Times ngày 13 tháng 6 năm 1973 như sau "Ảnh hưởng và tác động của ông đến từ sức mạnh của tâm thức và chiều sâu của tri thức, hơn là phát sinh từ khả năng tạo nên một luồng nhiệt điện trong quân đội hoặc gây ấn tượng về tính cách của mình." (His influence and effect came from powers of mind and depth of knowledge rather than by generating an electrifying current among the troops or "putting over" his personality.). Tạp chí Spiegel (Đức) cũng khen ngợi Manstein là "một trong những nhà chiến lược vĩ đại cuối cùng trong quân sử", nhưng phê phán ông vì "lòng trung thành mù quáng" mà "tiếp tay cho con đường đi đến thảm họa" của nước Đức.